# Tiro nos Jogos Olímpicos de Verão de 2020 - Carabina de ar 10 m masculino
A competição da carabina de ar 10 m masculino do tiro nos Jogos Olímpicos de Verão de 2020 foi disputada em 25 de julho de 2021 no Campo de Tiro de Asaka, em Tóquio. Um total de 47 atiradores de 32 Comitês Olímpicos Nacionais (CON) participaram do evento.

## Qualificação
O período de qualificação começou com o Campeonato Mundial de 2018 em Changwon, Coreia do Sul, que foi concluído em 15 de setembro. Por todo o processo, as vagas foram geralmente concedidas para os atiradores que vencessem uma etapa da Copa do Mundo da ISSF ou ficassem em uma posição de destaque na mesma competição ou em eventos continentais (África, Europa, Ásia, Oceania e Américas).
Após a conclusão do período de qualificação e o recebimento da lista oficial de vagas pelos Comitês Olímpicos Nacionais (CON), a ISSF considerou as posições no ranking mundial para cada evento individual. Os atiradores melhores colocados ainda não qualificadas e cujo CON também não tivesse uma quota no evento obtiveram uma vaga direta. O Japão também teve uma vaga garantida como país sede.

## Calendário
Horário local (UTC+9)
| Data                | Horário | Fase         |
| ------------------- | ------- | ------------ |
| 25 de julho de 2021 | 13:00   | Qualificação |
| 25 de julho de 2021 | 15:30   | Final        |

## Medalhistas
| Ouro   | USA William Shaner |
| Prata  | CHN Sheng Lihao    |
| Bronze | CHN Yang Haoran    |

## Recordes
Antes desta competição, os seguintes recordes eram estabelecidos:
| Recordes da qualificação | Recordes da qualificação | Recordes da qualificação | Recordes da qualificação | Recordes da qualificação |
| ------------------------ | ------------------------ | ------------------------ | ------------------------ | ------------------------ |
| Recorde mundial          | Péter Sidi               | 633,5                    | Munique                  | 25 de maio de 2013       |
| Recorde olímpico         | Niccolò Campriani        | 630,2                    | Rio de Janeiro           | 8 de agosto de 2016      |

| Recordes da final | Recordes da final | Recordes da final | Recordes da final | Recordes da final    |
| ----------------- | ----------------- | ----------------- | ----------------- | -------------------- |
| Recorde mundial   | Yu Haonan         | 252,8             | Rio de Janeiro    | 30 de agosto de 2019 |
| Recorde olímpico  | Não estabelecido  | –                 | –                 | –                    |

Após a competição, os seguintes recordes foram estabelecidos:
| Recorde          | Tipo         | Atirador(a)        | Marca | Local  | Data                |
| Recorde olímpico | Qualificação | CHN Yang Haoran    | 632,7 | Tóquio | 25 de julho de 2021 |
| Recorde olímpico | Final        | USA William Shaner | 251,6 | Tóquio | 25 de julho de 2021 |

## Resultados

### Qualificação
| Pos. | Atirador              | CON                 | 1     | 2     | 3     | 4     | 5     | 6     | Total | Notas |
| ---- | --------------------- | ------------------- | ----- | ----- | ----- | ----- | ----- | ----- | ----- | ----- |
| 1    | Yang Haoran           | CHN China           | 105.7 | 104.8 | 106.2 | 105.6 | 105.1 | 105.3 | 632.7 | Q,    |
| 2    | Lucas Kozeniesky      | USA Estados Unidos  | 104.7 | 105.9 | 105.5 | 103.6 | 105.9 | 105.9 | 631.5 | Q     |
| 3    | William Shaner        | USA Estados Unidos  | 103.0 | 105.6 | 105.8 | 104.7 | 106.2 | 105.5 | 630.8 | Q     |
| 4    | Patrik Jány           | SVK Eslováquia      | 104.8 | 106.1 | 104.1 | 104.4 | 104.5 | 106.6 | 630.5 | Q     |
| 5    | Ömer Akgün            | TUR Turquia         | 104.1 | 105.2 | 102.7 | 105.3 | 106.7 | 105.8 | 629.8 | Q     |
| 6    | Vladimir Maslennikov  | ROC                 | 104.3 | 104.6 | 104.3 | 105.9 | 105.1 | 105.6 | 629.8 | Q     |
| 7    | István Péni           | HUN Hungria         | 104.4 | 105.3 | 104.9 | 106.2 | 105.1 | 103.5 | 629.4 | Q     |
| 8    | Sheng Lihao           | CHN China           | 104.4 | 105.4 | 105.4 | 105.6 | 103.1 | 105.3 | 629.2 | Q     |
| 9    | Mahyar Sedaghat       | IRI Irã             | 104.3 | 104.6 | 105.2 | 105.0 | 104.7 | 105.3 | 629.1 |       |
| 10   | Sergey Kamenskiy      | ROC                 | 104.6 | 104.9 | 104.8 | 103.1 | 105.3 | 106.0 | 628.7 |       |
| 11   | Henrik Larsen         | NOR Noruega         | 104.1 | 104.5 | 105.2 | 105.1 | 104.4 | 104.1 | 627.4 |       |
| 12   | Nam Tae-yun           | KOR Coreia do Sul   | 105.0 | 103.3 | 105.4 | 104.8 | 104.3 | 104.5 | 627.2 |       |
| 13   | Martin Strempfl       | AUT Áustria         | 105.1 | 104.1 | 104.7 | 103.8 | 105.2 | 104.1 | 627.0 |       |
| 14   | Jiří Přívratský       | CZE República Checa | 104.2 | 104.9 | 103.6 | 105.4 | 104.1 | 104.6 | 626.8 |       |
| 15   | Yury Shcherbatsevich  | BLR Bielorrússia    | 104.9 | 103.4 | 105.5 | 104.7 | 103.7 | 104.4 | 626.6 |       |
| 16   | Petar Gorša           | CRO Croácia         | 104.7 | 103.9 | 104.4 | 104.2 | 104.6 | 104.7 | 626.5 |       |
| 17   | Lu Shao-chuan         | TPE Taipé Chinês    | 104.5 | 102.5 | 105.0 | 105.5 | 104.6 | 104.2 | 626.3 |       |
| 18   | Edson Ramírez         | MEX México          | 103.5 | 104.6 | 103.4 | 105.9 | 104.2 | 104.3 | 625.9 |       |
| 19   | David Hrčkulák        | CZE República Checa | 102.2 | 104.6 | 102.9 | 104.7 | 105.4 | 105.9 | 625.7 |       |
| 20   | Naoya Okada           | JPN Japão           | 104.2 | 104.0 | 105.2 | 104.1 | 104.5 | 103.7 | 625.7 |       |
| 21   | Alex Hoberg           | AUS Austrália       | 105.5 | 104.9 | 103.3 | 103.1 | 104.6 | 104.2 | 625.6 |       |
| 22   | Jon-Hermann Hegg      | NOR Noruega         | 105.3 | 103.3 | 105.3 | 102.6 | 104.7 | 104.3 | 625.5 |       |
| 23   | Tomasz Bartnik        | POL Polônia         | 102.7 | 103.6 | 104.1 | 105.1 | 105.7 | 104.2 | 625.4 |       |
| 24   | Kim Sang-do           | KOR Coreia do Sul   | 103.0 | 104.8 | 104.0 | 104.2 | 105.4 | 103.7 | 625.1 |       |
| 25   | Miran Maričić         | CRO Croácia         | 101.3 | 105.1 | 104.6 | 104.5 | 104.3 | 105.2 | 625.0 |       |
| 26   | Deepak Kumar          | IND Índia           | 102.9 | 103.8 | 103.7 | 105.2 | 103.8 | 105.3 | 624.7 |       |
| 27   | Sergey Richter        | ISR Israel          | 104.9 | 102.8 | 103.5 | 103.9 | 104.8 | 104.6 | 624.5 |       |
| 28   | Karolis Girulis       | LTU Lituânia        | 105.0 | 105.2 | 103.7 | 103.7 | 102.7 | 104.0 | 624.3 |       |
| 29   | Serhiy Kulish         | UKR Ucrânia         | 102.3 | 102.8 | 105.6 | 102.3 | 105.6 | 104.9 | 623.5 |       |
| 30   | Dane Sampson          | AUS Austrália       | 104.2 | 103.7 | 103.9 | 104.5 | 103.1 | 104.1 | 623.5 |       |
| 31   | Milenko Sebić         | SRB Sérvia          | 104.5 | 103.3 | 102.7 | 104.3 | 103.5 | 104.9 | 623.2 |       |
| 32   | Divyansh Singh Panwar | IND Índia           | 102.7 | 103.7 | 103.6 | 104.6 | 104.6 | 103.6 | 622.8 |       |
| 33   | Alexis Eberhardt      | ARG Argentina       | 101.8 | 104.6 | 104.0 | 105.2 | 104.6 | 102.4 | 622.6 |       |
| 34   | Lorenzo Bacci         | ITA Itália          | 102.5 | 103.7 | 102.8 | 103.7 | 104.8 | 104.7 | 622.2 |       |
| 35   | Marco Suppini         | ITA Itália          | 104.0 | 104.0 | 102.5 | 104.0 | 103.5 | 104.1 | 622.1 |       |
| 36   | Yuriy Yurkov          | KAZ Cazaquistão     | 101.7 | 105.3 | 103.4 | 104.4 | 102.8 | 104.3 | 621.9 |       |
| 37   | Takayuki Matsumoto    | JPN Japão           | 101.3 | 104.0 | 101.8 | 105.1 | 104.2 | 105.3 | 621.7 |       |
| 38   | Milutin Stefanović    | SRB Sérvia          | 103.2 | 102.9 | 103.9 | 103.5 | 104.3 | 103.5 | 621.3 |       |
| 39   | Zalán Pekler          | HUN Hungria         | 103.9 | 104.1 | 104.9 | 103.1 | 102.9 | 102.2 | 621.1 |       |
| 40   | Oleh Tsarkov          | UKR Ucrânia         | 102.5 | 101.8 | 102.8 | 104.3 | 105.0 | 104.6 | 621.0 |       |
| 41   | Abdullah Hel Baki     | BAN Bangladesh      | 102.8 | 103.4 | 102.9 | 103.8 | 103.8 | 103.1 | 619.8 |       |
| 42   | Osama El-Saeid        | EGY Egito           | 102.2 | 105.2 | 102.1 | 101.9 | 104.0 | 103.4 | 618.8 |       |
| 43   | Julio Iemma           | VEN Venezuela       | 103.1 | 104.3 | 101.3 | 103.8 | 103.8 | 102.0 | 618.3 |       |
| 44   | Jayson Valdez         | PHI Filipinas       | 101.3 | 100.5 | 101.6 | 103.6 | 103.5 | 102.1 | 612.6 |       |
| 45   | Youssef Makkar        | EGY Egito           | 103.1 | 100.4 | 101.7 | 101.5 | 102.7 | 102.6 | 612.0 |       |
| 46   | Drilon Ibrahimi       | KOS Kosovo          | 101.0 | 102.0 | 102.2 | 100.9 | 102.0 | 100.7 | 608.8 |       |
| 47   | Mahdi Yovari          | AFG Afeganistão     | 102.2 | 99.5  | 97.5  | 101.6 | 102.0 | 98.6  | 601.4 |       |

### Final
| Pos.              | Atirador                 | 1    | 2     | 3     | 4     | 5     | 6     | 7     | 8     | 9     | Total | Notas            |
| ----------------- | ------------------------ | ---- | ----- | ----- | ----- | ----- | ----- | ----- | ----- | ----- | ----- | ---------------- |
| Medalha de ouro   | USA William Shaner       | 52.1 | 105.8 | 127.1 | 147.7 | 168.4 | 189.4 | 210.6 | 231.3 | 251.6 | 251.6 | Recorde olímpico |
| Medalha de prata  | CHN Sheng Lihao          | 52.2 | 105.2 | 125.8 | 146.4 | 167.1 | 187.9 | 208.7 | 229.8 | 250.9 | 250.9 |                  |
| Medalha de bronze | CHN Yang Haoran          | 51.9 | 103.6 | 124.4 | 145.1 | 166.2 | 187.5 | 208.1 | 229.4 | —     | 229.4 |                  |
| 4                 | TUR Ömer Akgün           | 50.6 | 104.0 | 125.3 | 145.3 | 166.0 | 187.2 | 207.3 | —     | —     | 207.3 |                  |
| 5                 | HUN Istvan Peni          | 52.3 | 103.6 | 124.0 | 144.5 | 165.4 | 186.5 | —     | —     | —     | 186.5 |                  |
| 6                 | USA Lucas Kozeniesky     | 51.4 | 102.9 | 123.1 | 144.2 | 165.0 | —     | —     | —     | —     | 165.0 |                  |
| 7                 | SVK Patrik Jány          | 50.8 | 102.8 | 124.3 | 143.7 | —     | —     | —     | —     | —     | 143.7 |                  |
| 8                 | ROC Vladimir Maslennikov | 50.9 | 102.2 | 123.0 | —     | —     | —     | —     | —     | —     | 123.0 |                  |